# Проксима Кентаури б
Проксима Кентаури б (позната као Проксима б или Алфа Кентаури Цб) је екстрасоларна планета која орбитира у насељивој зони црвеног патуљка Проксиме Кентаури, најближе звезде нашем Сунцу и члана тројног звезданог система Алфа Кентаури. Налази се на приближно 4,2 светлосне године (1,3 парсека, 40 трилиона километара, 25 трилиона миља, или 265.000 астрономских јединица) удаљености од Земље у сазвежђу Кентаур, то је чини најближом познатом екстрасоларном планетом Сунчевом систему.
Проксима Кентаури б орбитира око своје звезде на удаљености од око 0,05 астрономских јединица (7.500.000 километара, 4.600.000 миља) са орбиталним периодом од отприлике 11,2 Земаљска дана и има масу бар 1,3 пута већу од Земљине. Планета је изложена соларним ветровима који су више од 2000 пута јачи него они који погаћају Земљу, али насељивост Проксиме Кентаури б још није дефинитивно утврћена.
Откриће ове планете је објављено у августу 2016. године. Планета је пронађена коришћењем методе радијалне брзине где периодични доплеровски помаци спектралних линија звезде домаћина сугеришу објекат у орбити. Из ових очитавања, радијална брзина матичне звезде у односу на Земљу варира с амплитудом од око 1,4 (4,5 фита) метара у секунди. Према Гиљему Англади Ескудјеу, близина планете Земљи нуди прилику за роботска истраживања уз помоћ Старшот пројекта.
Без познатог нагиба орбите, прецизна маса Проксиме Кентаури б је непозната. Статистички гледано, постоји отприлике 90% шансе да је маса планете мања од 3 M⊕ (Земљине масе).
У мају 2019. године у документу који је представио недавне податке са свемирског телескопа Спитзер закључено је да Проксима Кентаури б не прелази своје сунце у односу на Земљу, а претходне детекције транзита су приписане корелираном шуму.

## Физичке карактеристике

### Маса, полупречник и температура
Привидни нагиб орбите Проксиме Кентаури б још није измерен. Минимална могућа маса Проксиме б је 1,27 M⊕. Када се буде знао њен орбитални нагиб њена тачна маса ће се моћи израчунати. Постоји око 90% шансе да је маса мања од 3 M⊕. Тачан радијус планете није познат. Ако је каменита планета и има густину једнаку земљиној, њен радијус би био најмање 1,1  R⊕. Радијус може бити већи ако Проксима б има мању густину од Земље или масу већу од минималне масе. Попут многих планета суперземљи, Проксима Кентаури б може имати ледени састав попут Нептуна, са густом атмосфером водоника и хелијума; процењена вероватноћа да је то случај је већа од 10%. Планета има температуру црног тела од 234 K (−39 °C; −38°F).

### Матична звезда
Планета орбитира око звезде класе М црвеног патуљка Проксиме Кентаури. Звезда има масу од 0,12 M☉ и полупречник од 0,14 R☉. Површинска температура износи 3042 К, а старост јој је процењена на 4,85 милијарди година. За поређење, Сунце је.старо 4,6 милијарди година и има површинску температуру од 5778 K. Проксима Кентаури направи једну ротацију за отприлике 83 дана, и има луминозност од око 0,0015 L☉. Као и две веће звезде у тројном систему Проксима Кентаури је богата металима, то је нешто што није уобичајено за звезде мале масе попут Проксиме. Њена металичност (Fe/H) је 0,21, или 1,62 пута оне која се може наћи у Сунчевој атмосфери.
Иако је Проксима Кентаури најближа звезда Сунцу, она није видљива са Земље голим оком због своје мале светлости.(просечна видљива магнитуда је 11,13).
Проксима Кентаури је бљештава звезда. То значи да је подвргнута повременим повећањима сјајности и високоенергетских емисија због магнетне активности која створа велике соларне олује. 18. марта 2016. године примећена је супер бакља са енергијом од 1033,5 ерг. Бакља у марту 2016. достигла је око 68 пута већи од уобичајеног нивоа, чиме је била мало светлија од Сунца. Процењено је да је површинско зрачење 100 пута веће од оног које је потребно за убијање чак и микроорганизама отпорних на УВ зраке. Планета слична земљи би изгубила читаву атмосферу у року од неколико стотина хиљада година када би се нашла у орбити ове звезде.

### Орбита
Проксима Кентаури б орбитира око своје матичне звезде сваких 11,186 дана на просечној удаљености од око 0,05 астрономских јединица (7.000.000 километара; 5.000.000 миља), што значи да је удаљеност од егзопланете до њене матичне звезде једна двадесетина растојања од Земље до Сунца. Упоредно, Меркур, најближа планета Сунцу, од истог је удаљена у просеку 0,39 АЈ. Проксима Кентаури б прима од своје звезде 65% зрачења којег Земља прими од Сунца - за поређење, Марс прими око 43%. Већина радијације из Проксиме Кентаури је у инфрацрвеном спектру. У видљивом спектру егзопланета прима само ~3% Земљиног озрачења - за поређење, Јупитер прима 3,7% и Сатурн 1,1%. - тако да обично не би било пуно светлије од сумрака било где на површини Проксиме Кентаури Б. Због близине своје путање Проксима б прима око 400 пута већу количину рендгенских зрака од Земље.

## Настањивост
Насељивост Проксиме Кентаури б још није утврђена. Планета је изложена соларним ветровима 2000 пута јачим од оних који погађају Земљу. Зрачење и соларни ветрови вероватно би однели било коју атмосферу, а живот би једино био могућ испод површине.
Егзопланета кружи у насељивој зони Проксиме Кентаури, области у којој уз добре планетарне услове и атмосферска својства, течна вода може постојати на површини планете. Матична звезда, са око једне осмине масе Сунца, има насељиву зону између 0,0423–0,0816 АЈ удаљености. У октобру 2016, истраживачи француског националног центра за научна истраживања изјавили су да постоји велика могућност да планета има површинске океане и да има танку атмосферу. Међутим, уколико планета не прође испред своје звезде у односу на Земљу, тешко је тестирати ове хипотезе. Иако се Проксима Кентаури б налази у насељивој зони, насељивост планете доведена је у питање због неколико потенцијално опасних физичких услова. Егзопланета је довољно близу својој звезди да би јој могла бити стално окренута истом страном. У овом случају, очекује се да би било која насељива подручја била ограничена на пограничну област између две крајње стране јер би само овде температуре могле да буду погодне за постојање течне воде. Ако је орбитална ексцентричност планете једнака 0, то би могло резултирати синхроном ротацијом, при чему је једна страна вечно окренута према звезди, док је супротна страна у сталном мраку и хладноћи. Међутим, орбитална ексцентричност Проксиме Кентаури б није са сигурношћу позната, претпоставља се да је испод 0,35 - довољно висока да буде слична Меркуровој, где би се Проксима б ротирала око своје осе отприлике сваких 7,5 земаљских дана, при чему би између једног и другог изласка сунца прошло око 22,4 дана. Други проблем је што би бакље које је испушта Проксима Кентаури могле уништити атмосферу егзопланете. Међутим, ако би Проксима б имала снажно магнетно поље, превелика активност њене матичне звезде не би представљала проблем.
Ако су вода и атмосфера присутни, то ће резултирати далеко гостољубивијим окружењем. Са претпоставком да је атмосферски N2 притисак 1 бар и 0,01 бара CO2, у свету који укључује океане са просечним температурама сличним онима на Земљи, широки екваторијални појас (несинхроно окретање) или већина сунчеве стране (синхроно окретање ), трајно би били без леда. Ако има атмосферу, симулације су показале да би планета могла изгубити отприлике онолико воде колико има Земља услед раног зрачења у првих 100–200 милиона година након формирања планете. Течна вода може бити присутна само у пределима површине планете који су највише обасјанини сунцем, у базенима било на простору у хемисфери планете окренутој звезди, или - ако је планета у резонантној ротацији 3:2 - и то дневно у екваторијалном појасу. Све у свему, астрофизичари сматрају способност Проксиме Кентаури б да задржи воду из периода њеног формирања као најбитнију тачку у оцењивању садашње насељивости планете. Можда смо надомак развоју телескопа и техника које би могле открити више о саставу и атмосфери планете, ако је има.

## Поглед са Проксиме Кентаури б
Гледано из близине система Алфа Кентаури, небо ће изгледати исто као и посматрачу на Земљи, осим што би Кентауру недостајала његова најсјајнија звезда. Сунце би била жута звезда привидне магнитуде +0,5 у источној Касиопеји, на антиподалној тачки тренутног успона и деклинације Алфе Кентаури, на 02 сата 39 минута 35 секунде + 60° 50′ (2000). Ово место је близу звезде Епсилон Касиопеје. Због положаја Сунца, међузвездани или ванземаљски посматрач би приметио да \/\/ облик Касиопеје постаје /\/\/ облик. Сиријус се налази на мање од степена од Бетелгеза у иначе немодификованом Ориону магнитуде -1,2 и мало је ближе него на Земљи, али ипак је најсјајнија звезда на небу Алфе Кентаури. Процион је такође расељен у средину Близанца, прекривајући Полукс, док су и Вега и Алтаир померени северозападно у односу на Денеб (који се једва креће, због велике удаљености). Са Проксиме Кентаури б, Алфа Кентаури АБ би изгледао као две блиске светле звезде са заједничком привидном магнитудом од −6,8.

## Формирање
Мало је вероватно да је Проксима Кентаури б формирана у својој тренутној орбити јер би протопланетарни дискови за мале звезде попут Проксиме Кентаури садржавали материју чија је маса мања од једне масе Земље M⊕ унутар централне АЈ у тренутку њиховог формирања. То подразумева да је Проксима Кентаури б или формирана негде другде на начин који тек треба да се утврди, или би садшњу теорију формирања звезда требали исправити.

## Откриће
На прве индикације о постојању егзопланете наишли су у Мико Туоми са универзитета у Хартфордширу 2013. године из архивских података о посматрањима. Да би потврдили могуће откриће, тим астронома покренуо је пројекат Бледо црвена тачка (енгл. Pale Red Dot) у јануару 2016. године. Тим од 31 научника из целог света, који је водио Гиљем Англада Ескјуде са лондонског универзитета Краљица Мери, потврдио је постојање Проксиме Кентаури б у свом истраживању објављеном у часопису Природа (енгл. Nature). Мерења су извршена помоћу два спектрографа, ХАРПС на 3,6-метарном телескопу ЕСО у опсерваторији Ла Сила и УВЕС на 8-метарском Веома великом телескопу. Највиша радијална брзина матичне звезде у комбинацији са орбиталним периодом омогућава да се израчуна најмања маса егзопланете. Шансе за погрешно позитивно откривање су мање од један у десет милиона. Посматрачке компликације система и даље остављају теоретски простор да додатне велике планете орбитирају око Проксиме Кентаури. Прорачуни сугеришу да се још једна планета око звезде не може искључити и да њено присуство не би дестабилизовало орбиту Проксиме Кентаури б.

## Будућа истраживања
Тим научника сматра да могу да сликају Проксиму Кентаури б и испитају атмосферу планете, знакове кисеоника, водене паре и метана, комбинујући ЕСПРЕССО (енгл. Echelle Spectrograph for Rocky Exoplanet- and Stable Spectroscopic Observations) и СПХЕРЕ (енгл. Spectro-Polarimetric High-contrast Exoplanet Rеsearch) на ВЛТ-у. Свемирски телескоп Џејмс Веб ће можда моћи да сними атмосферу Проксиме Кентаури б, али не постоје чврсти докази за транзите који комбинују МОСТ и ХАТСоутх фотометрију, што јој даје мање од једног процента шансе да буде транзитна планета. Будући телескопи (Екстремно велики телескоп, Џиновски магелански телескоп и Телескоп од тридесет метара) могли би да сниме атмосферу Проксиме Кентаури Б.
Откриће Проксиме б било је значајно за Брејктру Старшот (енгл. Breakthrough Starshot), пројекат који има за циљ слање флоте минијатурних сонди у систем Алфа Кентаури. Пројекат води истраживачка компанија Брејктру Ајнишитивс (енгл. Breakthrough Initiatives) и планира да развије и лансира флоту минијатурних беспилотних свемирских летелица под називом Старчипс (енгл. StarChips) који могу путовати брзином и до 20% од брзине светлости. Пут би трајао отприлике 20 година, а обавештење би на Земљу стигло за нешто више од 4 године касније.

### 2069 Алфа Кентаури мисија
Током 2017. године, Брејктру ајнишитивс и Европска јужна опсерваторија (ЕСО) ступили су у сарадњу како би омогућили и спровели потрагу за насељивим планетима у оближњем звезданом систему Алфа Кентаури. Споразум укључује да Брејкаут Ајнишитивс пружи средства за надоградњу инструмента ВИСИР на ЕСО-овом Веома великом телескопу (ВЛТ) у Чилеу.

## Галерија
- Како ће се Проксима појавити на небу виђеном са Проксиме Б у поређењу са начином на који се Сунце појављује на нашем небу на Земљи. Проксима је много мања од Сунца, али Прокима Б је веома близу својој звезди.
- Релативне величине низа објеката, укључујући три звезде троструког система Алфа Кентаури и неке друге звезде за које су такође измерене угаоне величине. Сунце и Јупитер су такође приказани у поређењу.
- Овај график приказује велико јужно сазвежђе Кентаур и приказује већину звезда видљивих голим оком у тамној ноћи. Локација најближе звезде Сунчевом систему Проксиме Кентаури означена је црвеним кругом. Светлост Проксиме Кентаури је сувише слаба да би се видела голим оком, али може се уочити помоћу малог телескопа.
- Ова слика комбинује поглед на јужно небо над ЕСО-овим телескопом од 3,6 метра у опсерваторију Ла Сила у Чилеу са сликама звезда Проксиме Кентаури (доле десно) и двоструке звезде Алфа Кентаури АБ (доле лево) из НАСА / ЕСА свемирског телескопа Хабл. Проксима Кентаури је најближа звезда Сунчевом систему и око ње орбитира планета Проксима Б.

## Видео записи
- Нумеричка симулација могућих температура на површини Проксиме б. Овде се претпоставља да планета поседује атмосферу налик Земљи и да је прекривена океаном (испрекидана линија је граница између течне и залеђене океанске површине). Произведена су два модела за ротацију планете. Овде је планета у такозваној 3:2 резонанци (природна фреквенција за орбиту)
- Нумеричка симулација могућих температура на површини. Овде се претпоставља да планета поседује атмосферу налик Земљи и да је прекривена океаном (испрекидана линија је граница између течне и залеђене океанске површине). Овде је планета у синхроној ротацији (попут Месеца око Земље).
- Проксима б